# مشهور بن سعود بن عبد العزيز آل سعود
الأمير مشهور بن سعود بن عبد العزيز آل سعود (1374 هـ / 1954 - 8 شوال 1425 هـ / 21 نوفمبر 2004) الابن التاسع والعشرون من سلسلة أبناء سعود بن عبد العزيز آل سعود من زوجته الأميرة نوف بن نواف بن النوري الشعلان وهي حفيدة الأمير سطام بن فندي الفايز من قبـيلة بني صخر كذلك خالها هو الشيخ مثقال باشا الفايز من قبيلـة بني صخر .

## مولده ونشأته
ولد الأمير مشهور بن سعود بن عبد العزيز آل سعود في مدينة الرياض في عام 1954 وهو الإبن التاسع والعشرين من سلسلة أبناء سعود بن عبد العزيز آل سعود,  وهو أحد أحفاد الملك  عبد العزيز آل سعود بدأ تعليمه في مدرسة عبد العزيز آل سعود في الرياض, في تعليمه التمهيدي فدخل الأبتدائية في معهد الأنجال ثم درس المتوسطة في معهد الأنجال وغادر المملكة مع ابن عمه الأمير خالد بن فيصل بن عبد العزيز آل سعود إلى الولايات المتحدة الأمريكية ودرس في معهد جورج واشنطن وتخرج منها أي الثانوية بدبلوم وتخرج خالد بن فيصل بن عبد العزيز آل سعود عام 1384 هـ وبعده بعام تخرج سمو الأمير مشهور بن سعود بن عبد العزيز آل سعود وذلك في العلوم السياسية في جامعة كالفورنيا بدرجة بكالوريوس، في عام 1385 هـوعاد إلى المملكة العربية السعودية بنفس العام.

## وفاته
توفي الأمير مشهور بن سعود بن عبد العزيز آل سعود في يوم الأحد 8 شوال 1425 هـ الموافق 21 نوفمبر 2004 إثر أزمة قلبية.

## أبناؤه
- الأمير بندر بن مشهور بن سعود بن عبدالعزيز آل سعود
- الأميرة بيان بنت مشهور بن سعود بن عبدالعزيز آل سعود.[3]
- الأميرة دلال بنت مشهور بن سعود بن عبدالعزيز آل سعود
- الأميرة البندري بنت مشهور بن سعود بن عبدالعزيز آل سعود